# Московско-Киево-Воронежская железная дорога
Московско-Киево-Воронежская железная дорога (до 1893 — Курско-Киевская железная дорога, в 1893—1895 — Киево-Воронежская железная дорога) — частная железная дорога в Российской империи.
Проходила по территориям Московской, Калужской, Орловской, Курской, Воронежской, Черниговской, Полтавской, Харьковской, Киевской губерний. Железная дорога соединила центр Российской империи, Донецкий каменноугольный бассейн с Юго-Западными районами и черноморскими морскими портами.

## История
Концессия на строительство Курско-Киевской железной дороги утверждена в декабре 1866 года. Построена в 1866—1868 годах. Строительством дороги с 1867 года руководил архитектор В. А. Гамбурцев. Один из участников строительства — инженер Карл Федорович фон Мекк, принимавший участие с П. Г. фон Дервизом в строительстве Рязанско-Козловской железной дороги.
Движение открывалось участками: Курск — Ворожба (165 вёрст) открыт 14 ноября 1868 года, Ворожба — Бровары (250 вёрст) — 17 декабря 1868 года. 14 февраля 1870 года открыто движение на шестивёрстном конечном участке Бровары — Киев с мостом через Днепр.
В 1893 году открыто движение на линии Терещенская — Пироговка, в 1894 году открыта линия Киев — Воронеж (1890—1894).
В 1893 году, с окончанием строительства дороги Курск — Воронеж, переименовано в Общество Киево-Воронежской железной дороги. Обществу разрешено строительство линии до Брянска от станции Рыльск с перестройкой на широкую колею линии Рыльск — Коренево. Однако, в начале 1894 года трасса линии была изменена, линия до Брянска была построена от Льгова.
7 июня 1895 года было утверждено третье дополнение к уставу, согласно которому обществу присваивается наименование «Общество Московско-Киево-Воронежской железной дороги».. Обществу передавалась с 1 января 1897 года в аренду казённая Ливенская дорога (которая до этого была в аренде у Общества Юго-Восточных железных дорог) и предписывалось построить линии: Брянск — Сухиничи — Малоярославец — Москва, Мармыжи — Ливны. Линия Брянск — Льгов открыта в 1897 году, Москва — Брянск — в 1899 году.
В дальнейшем были построены линии: Ичня — Золотоноша (1897), Киев — Дарница — Полтава (1907), Навля — Суземка — Конотоп (1907), Круты — Ичня и Бахмач — Одесса (1912), а также узкоколейная ветка от станции Пирятин к пристани Красное, на левом берегу Днепра. Общая протяженность железнодорожного полотна на 1913 год составляла ~ 2698 километров. На 1909 год была двухколейной. 
В 1913 году на средства предприятия началось строительство Брянского вокзала в Москве (в 1934 переименован в Киевский), который был завершён в 1917 году. Новые линии Новобелицы—Чернигов, Чернигов—Дарница, Новобелицы — Прилуки были проложены в 1914—1917 годах.
На третий год войны к весне 1917 года материально-техническое снабжение на железных дорогах Российской империи стало повсеместно ухудшаться. Временное правительство попыталось частично улучшить положение и заказало в США 2 000 паровозов и 40 000 вагонов. Из казны на эти цели было выделено 200 млн долларов. Предполагалось собирать паровозы и вагоны на Дальнем Востоке, однако на 15 сентября 1917 года в порт Владивостока поступило лишь 69 комплектов паровоза Декапод, из которых успели собрать 22 машины
При ощутимом дефиците тягового парка (27.8 %) на Московско-Киево-Воронежской дороге (Московский узел), в 1916—1917 годах удалось отремонтировать:
| Год производства ремонта | Московское депо | Депо Малоярославец | Брянское депо | Депо Курск |
| ------------------------ | --------------- | ------------------ | ------------- | ---------- |
| 1916                     | 13              | 36                 | 34            | 37         |
| 1917                     | 4               | 23                 | 19            | 22         |

К числу главных причин ухудшения общего состояния тягового подвижного состава и вагонного парка дороги следует отнести: резкое падение производительности труда и дисциплины, уменьшение числа квалифицированных кадров в связи с призывом в действующую армию (1914—1917 годы), забастовки, проходившие весной, летом и осенью 1917 года почти в каждом городе. Резкое увеличение литерных, военных и санитарных перевозок, инициируемых МПС, часть из которых не субсидировалась. В результате к концу 1917 года в России было исключено из движения 5 500 паровозов. К концу 1917 года в Российской империи числилось на учёте 577 066 вагонов, 36 007 из которых требовали срочного ремонта и простаивали, 28 557 — были переоборудованы под склады, жильё или использовались не по назначению.
| Длина (вёрст) | Основной капитал на версту (тыс. руб.) | Перевезено грузов (млн. пуд.) | Перевезено пассажиров (тыс. чел.) | Чистый доход на 1 версту (руб.) | Чистый доход (тыс. руб.) | Чистый доход (тыс. руб.) |
| 1913          | 1913                                   | 1913                          | 1913                              | 1913                            | 1913                     | 1917                     |
| ------------- | -------------------------------------- | ----------------------------- | --------------------------------- | ------------------------------- | ------------------------ | ------------------------ |
| 2 469         | 90.7                                   | 804                           | 7 168                             | 8 471                           | 22 390                   | 11 820                   |

Пропускная способность железнодорожных станций Московско-Киево-Воронежской дороги зимой 1915—1916 годов составляла 11 поездов или 352 вагона в сутки, К 1917 году резко возросло количество несчастных случаев и аварий. Только на территории Московского узла дороги было ранено 23 418 человек, из которых 743 получили тяжёлые увечья. 140 человек погибли.
В январе 1918 предприятие было национализировано и передано в подчинение НКПС РСФСР. В настоящее время линии исторической дороги входят в состав Московской и Юго-Восточной железных дорог России, а на территории Украины в состав Юго-Западной.

### Инженерные сооружения
На Московско-Киево-Воронежской железной дороге в разное время было возведено большое количество уникальных инженерных сооружений. Наиболее известными из которых являются:
- Новое здание Брянского вокзала в Москве (1917). Архитекторы: И. И. Рерберг, B. К. Олтаржевский, С. С. Алёшин и др.
- Железнодорожный мост через реку Угру (инженеры И. Стольников и Н. Марков), открыт для движения 10 августа 1899 года[15].
- Мост через Днепр в Киеве (инженер А. Струве).